# Caduta della Repubblica Sociale Italiana

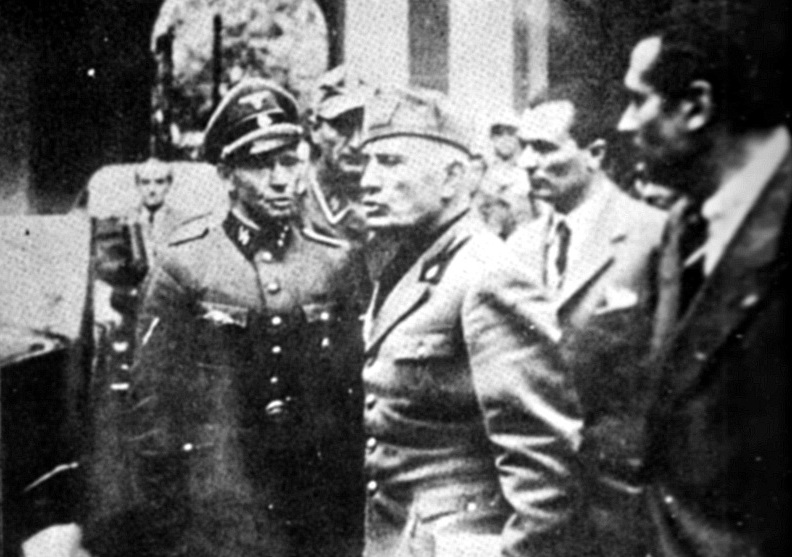
Il 25 aprile 1945 Mussolini, qui raffigurato insieme al capo scorta delle SS tenente Fritz Birzer, abbandona la prefettura di Milano: è l'ultima foto che ritrae il duce vivo.

La caduta della Repubblica Sociale Italiana fu l'ultimo atto della campagna d'Italia durante la seconda guerra mondiale. Ebbe come esito la sconfitta definitiva di Benito Mussolini e del fascismo italiano.

## Il contesto storico
A partire dal 1943, l'andamento della guerra in risalita lungo la penisola italiana favoriva sempre più gli angloamericani, che, seppur con maggiore lentezza rispetto alle previsioni, riuscivano a superare le linee di resistenza verso il Nord Italia. Di conseguenza, la RSI si indeboliva sul proprio territorio, sia in estensione sia in sovranità.
I bombardamenti aerei colpivano anche piccoli centri abitati, oltre alle attività produttive e alle vie di comunicazione, grazie al consolidamento della supremazia aerea, che, dall'estate 1944, era contrastata solamente dall'esigua Aeronautica Nazionale Repubblicana (ANR). La popolazione era stata ripetutamente provata dai rastrellamenti, dalle requisizioni e dalle prevaricazioni degli occupanti tedeschi. A ciò si aggiungevano la crisi crescente dei nuclei familiari senza uomini validi e il rigido razionamento alimentare. Quindi, nella popolazione civile il desiderio di pace era pressante.
L'emergenza più grave, però, era il crescendo degli attentati e delle azioni di guerriglia messe in atto dai partigiani, spesso guidati da ex prigionieri di guerra scampati dalle prigioni, e talvolta animati dai reduci di guerra. A questi, talvolta, si aggiunsero anche disertori della Wehrmacht che non avevano più fiducia nella vittoria del nazismo.
La Resistenza italiana operò numerosi atti di sabotaggio e attacchi alle retrovie nemiche che rendevano insicuri i movimenti di tedeschi e repubblichini isolati o in piccoli gruppi. Gli angloamericani, pur titubanti per l'orientamento politico prevalente tra i partigiani (spesso comunista o socialista), decisero comunque di appoggiarlo con aviolanci di armi e viveri e poi con finanziamenti tramite la Svizzera.
Le rappresaglie in risposta ai sabotaggi, che colpivano spesso vittime incolpevoli, resero impopolare la RSI.
Dal 10 settembre 1943, con un drastico ordine di Adolf Hitler, in seguito attenuato, ma non annullato, l'Italia fu per i tedeschi territorio di operazioni militari. La relativa legge marziale fu applicata integralmente nelle province coinvolte nelle linee di combattimento, in quelle verso il Brennero (Alpenvorland-OZAV) e verso i territori sloveni annessi dai tedeschi e verso il Regno di Croazia (Adriatisches Kuestenland-OZAK).
Nelle due zone di confine vennero nominati Alti Commissari, che, secondo pubblica dichiarazione di Hitler, "riceveranno da me le indicazioni fondamentali per la loro attività”. Gli Alti Commissari furono l'SS Oberfuehrer Franz Hofer, per le Provincie di Bolzano, Trento e Belluno, e l'SS Oberfuehrer Friedrich Rainer, per le Provincie di Udine, Gorizia, Trieste, Pola, Fiume e Lubiana. Hofer e Rainer non nascosero volontà annessionistiche, rispettivamente verso il Tirolo e verso la Carinzia, loro territori di origine. Il 1º ottobre il Gauleiter prendeva il controllo militare e civile della Carinzia.
Hitler abbandonò Spalato e, in un primo momento, anche Zara alla annessione croata che, dichiarata il 9 settembre 1943, fu subito seguita da operazioni di conquista delle due province italiane della Dalmazia. La strategia annessionistica di territori italiani da parte della Croazia comprendeva Fiume e l'intera Istria fino ai sobborghi di Trieste.
Altre perdite territoriali, seppure temporanee, si ebbero nell'estate del 1944, quando, in molte vallate alpine e appenniniche, ribelli e popolazioni diedero vita alla breve esperienza delle Repubbliche partigiane. Sul restante territorio della RSI, divenuto retrovia, i reparti della RSI (se impiegati in operazioni di rastrellamento) erano agli ordini del Plenipotenziario per l'Ordine e la Sicurezza quali Reparti Hilfspolizei, ossia Reparti ausiliari adibiti ad operazioni condotte dai tedeschi.
Venerdì 20 aprile 1945 il generale Heinrich von Vietinghoff-Scheel, in ossequio alle clausole dell'Operazione Sunrise, dette l'ordine alla 10ª e 14ª armata di ripiegare verso la Germania.
Con la successiva offensiva di primavera gli angloamericani, dopo aver sfondato la linea Gotica, non ebbero ostacoli ad un facile dilagare verso e oltre il Po. Mussolini venne privato in pratica della possibilità di gestire il poco potere rimastogli nel Nord Italia. Faceva eccezione Milano, gremita di militari e di politici, dove dal 18 aprile aveva trasferito da Gargnano il Quartier Generale della RSI. I tedeschi apparivano più che mai in difficoltà perché, avendo in corso negoziati di resa separata, erano privi di univoci ordini sul disporre o meno estreme difese di luoghi strategici del Nord Italia. Tra l'altro, si erano impegnati con Angelo Tarchi, Ministro della produzione industriale della RSI, a non distruggere, ma a inertizzare, ossia soltanto a disattivare, gli impianti di produzione idroelettrica.

## La fine politica
La resa politica della RSI avvenne, dopo il fallimento dell'accordo di resa nell'Arcivescovado milanese, alle 19:30 del 25 aprile nella sede della Prefettura milanese – Palazzo Diotti di Corso Monforte – quando Mussolini Capo dello Stato e delle Forze Armate ma anche, dal 14 agosto 1944, diretto comandante del Corpo più consistente (settantamila di organico, al minimo), la Guardia Nazionale Repubblicana, liberò tutti dal giuramento. Poco prima, introvabili cinque ministri (Biggini, Pellegrini e Tarchi come pure Moroni e Spinelli) aveva, a nome del Governo, affidato a Pisenti la delega per gli affari correnti.
Assieme ai Ministri rientrati dall'incontro con il Cardinale Arcivescovo di Milano Alfredo Ildefonso Schuster, erano presenti il Ministro Alessandro Pavolini, Segretario del PFR, e il Generale Renzo Montagna, già Comandante di Grandi Unità della MVSN in Africa e in Balcania.
Quest'ultimo, in carenza di Governo, non volle assicurare l'ordine pubblico come avrebbe dovuto quale Capo della Polizia e potendo contare sull'appoggio di Junio Valerio Borghese, nominato il 24 aprile da Mussolini, appositamente per la difesa, Comandante della Piazza di Milano. Si limitò a depositare presso una Banca i sostanziosi fondi della Polizia, quale patrimonio dello Stato. Infatti fu soltanto, e in parte, la Guardia di Finanza a adempiere, iniziando da Corso Sempione dopo l'ultimo giornale radio EIAR trasmesso alle ore 8.00 del 26 aprile 1945, il tradizionale ruolo dei poliziotti di pace nei trapassi di potere.
Ci fu anche un confuso tentativo di passaggio di consegne socialistico, com'era stato proposto da Carlo Silvestri nelle sue visite a Gargnano, che però fu prontamente respinto dai dirigenti del PSIUP a cui fu rivolto. Nel pomeriggio del 25 aprile nell'Arcivescovado di Milano si erano rifugiati molti gerarchi: insieme a Graziani vi erano Paolo Zerbino e Francesco Barracu oltre il Capo Provincia Mario Bassi e l'industriale Gian Riccardo Cella (aveva acquistato il palazzo del «Popolo d'Italia» per 50 milioni di lire); lo scoraggiamento che vi regnava contribuì a indurre Mussolini all'improvviso scioglimento del Governo.
Nel contempo venivano esonerati dal combattere, ma anche privati di protezione e orientamenti, gli italiani che avevano militato sotto le insegne della RSI: militari, iscritti al PFR e dipendenti statali. La decisione di Mussolini di lasciare Milano in balia di sé stessa e di affrontare il suo futuro nella massima incertezza risulterà tragica per molti. Rifiutata la fuga in aereo verso l'ospitale Spagna, Mussolini forse riteneva ancora possibile un indiretto contatto con Winston Churchill e attuabili le promesse protezioni tedesche a Merano o, con un aereo da Chiavenna, in Baviera. Invece, anch'egli allo sbando, fuggì su una autoblindo della Brigata Nera di Lucca comandata dal Capitano Evandro Tremi, che precedeva l'autocolonna del Maggiore Hermann Schallmeyer della Flak-avvistamenti, comprendente anche l'automezzo del Tenente Fritz Birzer e i pochi armati del Tenente Willy Flamminger (che da Musso tornarono a Como).
Fu riconosciuto malgrado un sommario travestimento poco dopo le 4 del pomeriggio del 27 aprile a Dongo, divenne un prigioniero scomodo e con urgenza il CLNAI confermò la sentenza di morte del 16 agosto 1944. Mussolini accolse la richiesta del cardinale Ildefonso Schuster di disarmare o allontanare i reparti che presidiavano Milano evitando ulteriori scontri cruenti casa per casa. I primi armati a entrare a Milano furono i Garibaldini dell'Oltrepò Pavese, il 28 aprile alle ore 17.30, nell'attesa dei vincitori angloamericani, che, nonostante la mancanza di notizie, non potevano esser lontani.
La Quinta Armata americana il 25 aprile aveva cinque divisioni oltre il Po, e una di queste, la 1ª, con oltre diecimila carristi e settecento cingolati, da Cremona puntava su Torino e la Valle d'Aosta, mentre una seconda, la 34ª, da Brescia marciava su Bergamo, diretta a Como e poi in Piemonte. Non sollecitate da niente e da nessuno, truppe americane raggiungeranno il centro di Milano il 29 aprile 1945. In Arcivescovado, appena dopo aver confermato la rinuncia alla difesa di Milano e stante la diserzione dei tedeschi ai colloqui a tre, Mussolini disse ai delegati del CLNAI Raffaele Cadorna Jr, Riccardo Lombardi e Achille Marazza che non poteva dare prima di un'ora una risposta alle richieste di resa incondizionata. Una risposta che non fu mai data, perché Mussolini abbandonerà la Prefettura, diretto a Como, alle 8 di sera dello stesso 25 aprile, con accanto Nicola Bombacci e con Graziani nell'automezzo della scorta SS comandata da Fritz Birzer.
Fino all'ultimo Pavolini tentò di convincerli a unirsi agli uomini già presenti in Valtellina per un'ultima simbolica resistenza nel ridotto alpino repubblicano. Mussolini venne giustiziato a Giulino il 28 aprile alle ore 16.30. Il suo cadavere, assieme a quelli dell'amante Claretta Petacci e dei quindici gerarchi fucilati a Dongo, venne portato nella notte a Milano dove venne esposto in Piazzale Loreto.

## La fine militare
Le ostilità in Italia terminarono formalmente nella notte del 3 maggio 1945, alle ore 4.30. I pochi reparti della RSI che avevano ripiegato verso il Brennero, in particolare quelli che avevano svolto funzioni di retroguardia anche per le truppe tedesche in ritirata, dal 3 maggio ebbero semplificate condizioni di resa sulla linea americana di cessate il fuoco a Rovereto.

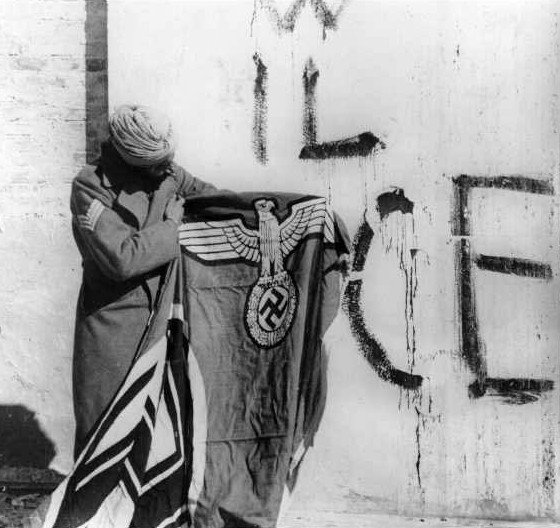
Italia, maggio 1945: un soldato sikh, dell'Ottava armata britannica, osserva una bandiera tedesca catturata davanti ad un muro con una scritta inneggiante a Mussolini.

I reparti dipendenti dal Gruppo Divisioni di Otto Fretter-Pico e provenienti dalla Garfagnana, dopo un ultimo combattimento, consegnarono le armi alla Força Expedicionária Brasileira il 29 aprile 1945, a Medesano. Tra gli appartenenti all'Armata Liguria, quelli in organico all'A.K.Lombardia si dissolsero in parte ad Alessandria-Valenza e in parte a Magenta entro il 30 aprile, mentre quelli in organico al LXXV A.K. e che scelsero di radunarsi a Strambino-Ivrea insieme ai tedeschi rimasero in armi più a lungo di tutti.
Questi ultimi, oltre sessantamila tedeschi e italiani radunati in una zona franca agli ordini del generale Hans Schlemmer, in gran parte furono fatti prigionieri dalla 34th Infantry Division: vennero poi trasferiti nei campi di concentramento della Toscana (dei quali il più grande era il campo di Coltano), dopo un breve transito a Modena presso la 88th Infantry Division. La resa avvenne a seguito di un ordine del giorno indirizzato da Schlemmer ai soldati, che ripeteva quello di resa incondizionata dell'O.B. Süd West a più riprese radiodiffuso dal pomeriggio del 2 maggio in ottemperanza alla resa di Caserta.
Altri reparti consegnarono le armi ai britannici: tra essi i Gruppi da combattimento della Divisione Decima e gli artiglieri della Divisione GNR Etna, incorporata nella Flak-Italia; essi, insieme ai diecimila fatti stazionare per sette mesi in Algeria-Marocco (ove erano i catturati della RSI nei combattimenti fine 1944 - inizio 1945), poterono uscire dai campi di concentramento della fascia costiera orientale italiana soltanto nella primavera-estate del 1946. Per ultimi furono liberati, se non sottoposti a giudizio di Corti Straordinarie d'Assise o Tribunali Militari, i recalcitrants di Laterina e di Terni. I reparti dipendenti dal Comando Egeo Orientale obbedirono all'o.d.g. del 5 maggio 1945 del Comandante delle Forze Armate collegate Wilhelm Wagener e si consegnarono l'indomani agli angloamericani: una parte dei Volontari della Legione Kreta, via Brindisi, furono trasportati a Cap Matifou-PW Camp 211.